# Vaughn Jefferis
Vaughn Fraser Jefferis (Huntly, 20 de mayo de 1961) es un jinete neozelandés que compitió en la modalidad de concurso completo.
Participó en dos Juegos Olímpicos de Verano, obteniendo una medalla de bronce en Atlanta 1996, en la prueba por equipos (junto con Blyth Tait, Andrew Nicholson y Victoria Latta), y el octavo lugar en Sídney 2000, en la misma prueba. Ganó dos medallas de oro en el Campeonato Mundial de Concurso Completo, en los años 1994 y 1998.

## Palmarés internacional
| Juegos Olímpicos   | Juegos Olímpicos         | Juegos Olímpicos  | Juegos Olímpicos |
| Año                | Lugar                    | Medalla           | Categoría        |
| ------------------ | ------------------------ | ----------------- | ---------------- |
| 1996               | Atlanta (Estados Unidos) | Medalla de bronce | Por equipos      |
| Campeonato Mundial |                          |                   |                  |
| Año                | Lugar                    | Medalla           | Categoría        |
| 1994               | La Haya (Países Bajos)   | Medalla de oro    | Individual       |
| 1998               | Roma (Italia)            | Medalla de oro    | Por equipos      |